# Перевёрткин, Семён Никифорович
Семён Ники́форович Перевёрткин  (21 июля 1905 — 17 мая 1961) — советский военачальник, генерал-полковник (18.02.1958). Герой Советского Союза (29.05.1945).
Командир 79-го стрелкового корпуса (май 1944 — май 1946) 3-й ударной армии, воины которого штурмом овладели рейхстагом и 1 мая 1945 года водрузили на нём Знамя Победы.

## Детство и молодость
Родился 21 июля 1905 года в селе Анна (ныне — центр Аннинского района в Воронежской области, посёлок городского типа) в крестьянской семье. Русский. Окончил 5 классов церковно-приходской школы в селе Грязи в 1916 году, железнодорожную школу в 1918 году и Воронежскую уездную совпартшколу в 1921 году. В 1918 году его отец, работавший тогда железнодорожником, и 17-летняя старшая сестра были расстреляны казаками-белогвардейцами на станции Таловая в числе 23-х железнодорожников. В 1918 году вступил в комсомол и стал секретарём комсомольской ячейки села Таловая, с 1919 — инструктором Морозовского окружного комитета комсомола Воронежской губернии, с 1920 — заведующим экономическо-правового отдела в Морозовской. Одновременно с 1920 по 1921 годы состоял в комсомольском отряде особого назначения при Воронежской губернской ЧК, участвовал в боевых действиях против повстанцев и банд близ станиц Таловая и Морозовская. Член ВКП(б) с 1921 года.
Дядя (по матери) сценариста и поэта Геннадия Шпаликова.

## Межвоенный период
В Красной Армии с апреля 1921 года. Служил в Коммунистическом батальоне особого назначения в Воронеже, в сентябре направлен на учёбу. Окончил 17-ю Владикавказскую пехотную школу комсостава в 1924 году. Был командиром стрелкового взвода и командиром взвода полковой школы 56-го стрелкового полка 19-й стрелковой дивизии Московского военного округа (Воронеж). С 1926 года — командир взвода, курсовой командир, командир для поручений при начальнике Объединённой военной школы имени ВЦИК в Москве. С июня 1930 года — секретарь начальника вооружений РККА М. Н. Тухачевского. С февраля 1931 — командир батальона 47-го стрелкового полка Ленинградского военного округа, в июне этого года назначен состоять для особых поручений в Управлении начальника вооружений РККА. Был им до сентября 1934 года, когда направлен учиться в академию. При введении воинских званий в РККА в 1935 году С. Н. Перевёрткину присвоено воинское звание капитан.
Окончил в 1937 году Военную академию РККА имени М. В. Фрунзе. Около года после её окончания не получал нового назначения. С июня 1938 — помощник начальника штаба 53-й стрелковой дивизии Приволжского военного округа (управление дивизии — г. Саратов).
Участник советско-финской войны (1939—1940) с января 1940 года. На фронте был командиром 39-го и 110-го отдельного Саратовского лыжного батальона 173-й стрелковой дивизии. После окончания военных действия в апреле вернулся в Саратов на прежнюю должность, а в июне того же 1940 года назначен преподавателем кафедры общей тактики Военной академии РККА им. М. В. Фрунзе. В марте 1941 года назначен начальником штаба 220-й моторизованной дивизии в Орловском военном округе.

## Великая Отечественная война
На фронтах Великой Отечественной войны майор Перевёрткин с июня 1941 года. В конце июня дивизия убыла на Западный фронт, включена в состав 19-й армии и участвовала в Смоленском оборонительном сражении. В августе её переформировали в 220-ю стрелковую дивизию и передали в 49-ю армию того же фронта. В конце сентября С. Н. Перевёрткин был отозван в Москву и направлен на учёбу на курсы при Академии Генерального штаба РККА имени К. Е. Ворошилова. Но учиться ему довелось всего 12 дней. После начала немецкого генерального наступления на Москву в октябре 1941 года он был вновь срочно направлен на фронт и назначен заместителем начальника оперативного отдела штаба 5-й армии Западного фронта. В феврале 1942 года стал начальником оперативного отдела штаба 5-й армии. Участник битвы за Москву и Ржевско-Вяземской наступательной операции 1942 года. Полковник (19.02.1942). 9 мая 1943 года был ранен в результате несчастного случая.
После выхода из госпиталя в июле 1943 года назначен командиром 207-й стрелковой дивизии в 5-й армии Западного фронта. В этой армии дивизия хорошо проявила себя в Смоленской наступательной операции и участвовала в освобождении Смоленска, в сентябре была передана на 2-й Прибалтийский фронт и участвовала в локальных наступательных операциях на витебско—полоцком направлении. В январе 1944 года дивизия передана в 3-ю ударную армию и участвовала в Старорусско-Новоржевской наступательной операции.
С мая 1944 года и до Победы — командир 79-го стрелкового корпуса 3-й ударной армии на 2-м Прибалтийском фронте, с декабря 1944 года — на 1-м Белорусском фронте. Участвовал во главе корпуса в Режицко-Двинской, Мадонской, Прибалтийской стратегической (Рижской фронтовой), Висло-Одерской, Восточно-Померанской наступательных операциях. Генерал-майор (29.07.1944), генерал-лейтенант (11.07.1945).
Командир 79-го стрелкового корпуса (3-я ударная армия, 1-й Белорусский фронт) генерал-майор С. Н. Перевёрткин особенно отличился в Берлинской наступательной операции 16 апреля — 8 мая 1945 года. Он умело руководил соединениями корпуса при прорыве обороны противника, выходе войск к Берлину и в уличных боях в городе. Входившие в состав корпуса стрелковые дивизии — 150-я генерал-майора В. М. Шатилова, 171-я полковника А. И. Негоды и 207-я полковника В. М. Асафова — первыми ворвались в центр Берлина, рассекли вражескую группировку, штурмом овладели рейхстагом. Контрразведчики его корпуса под командованием подполковника И. И. Клименко у бункера во дворе имперской канцелярии обнаружили трупы Гитлера и Геббельса.
Указом Президиума Верховного Совета СССР от 29 мая 1945 года за умелое руководство войсками корпуса, образцовое выполнение боевых заданий командования и проявленные мужество и героизм в боях с немецко-фашистскими захватчиками генерал-майору Перевёрткину Семёну Никифоровичу присвоено звание Героя Советского Союза с вручением ордена Ленина и медали «Золотая Звезда» (№ 6734).
Воевали на фронте и два брата генерала. Капитан Виктор Никифорович Перевёрткин (начальник технической службы 22-го кавалерийского полка) пропал без вести в сентябре 1941 года Гвардии майор Владимир Никифорович Перевёрткин окончил войну начальником топографического отдела штаба 2-й гвардейской армии, в годы войны награждён четырьмя боевыми орденами, после войны уволен в запас в звании полковника.

### Послевоенная служба
После капитуляции Германии продолжал командовать тем же корпусом, который был включен в состав Группы советских оккупационных войск в Германии. В мае 1946 года назначен начальником 1-го отдела — заместителем начальника Управления планирования боевой подготовки Сухопутных войск Советской Армии. В мае 1948 года его должность была реорганизована, и С. Перевёрткин стал заместителем начальника Управления боевой подготовки Сухопутных войск по планированию. С мая 1950 года — заместитель начальника Главного управления боевой и физической подготовки Сухопутных войск, с января 1953 года исполнял должность начальника этого Главного управления.
После ареста Л. П. Берия и увольнения его бывших подчинённых был направлен на работу в МВД СССР. С 8 июля 1953 по 15 марта 1956 года — заместитель министра внутренних дел СССР по войскам, с 15 марта 1956 по 13 января 1960 года — первый заместитель министра внутренних дел СССР и член Коллегии МВД СССР. В 1958 году руководил оперативной группой МВД при подавлении массовых беспорядков в Грозном. Одновременно в 1953—1960 годах был председателем Центрального совета Всесоюзного добровольного спортивного общества «Динамо».
18 февраля 1958 года присвоено воинское звание «генерал-полковник».
С апреля 1960 года — начальник Управления военных учебных заведений Сухопутных войск Министерства обороны СССР, с января 1961 года — начальник Управления вузов и вневойсковой подготовки Сухопутных войск.

### Гибель

Могила Перевёрткина на Новодевичьем кладбище Москвы.

Погиб 17 мая 1961 года в районе села Надеждовка (110 км юго-западнее Одессы) при исполнении служебных обязанностей в авиационной катастрофе (крушение вертолёта Ми-4) вместе с Героем Советского Союза генералом армии В. Я. Колпакчи. Обстоятельства гибели генералов долгое время замалчивались. Похоронен на Новодевичьем кладбище в Москве (участок 8).
Из-за безвременной гибели мемуаров написать не успел, написав только краткий очерк об участии своего корпуса в штурме Берлина «Решающий удар» (опубликован в газете «Ленинец» Анненского района от 9 мая 1985 года.).

## Оценки деятельности
Полковник Фёдор Зинченко высоко оценивал занятия, проводимые генералом Перевёрткиным, отмечая, что они «укрепили в каждом из нас уверенность в своих силах, психологически подготовили к новым трудным испытаниям». Также он высоко оценивал характер Перевёрткина:

Умение воодушевить и направить подчинённых — одна из лучших черт генерала Перевёрткина как командира и воспитателя. У него была изумительная память. Он помнил мельчайшие детали боёв, все населённые пункты, через которые проходил корпус, знал имена сотен живых и погибших воинов. Поэтому каждый свой тезис, каждый вывод комкор всегда мог подкрепить яркими примерами, нарисовать убедительные картины смелых и эффективных действий, тут же сравнить с решениями неудачными, ошибочными. Его авторитет среди подчинённых был непререкаем. Был он человеком требовательным, но в высшей степени справедливым, отличался выдержкой и отзывчивостью.
— Зинченко Ф. М. Герои штурма рейхстага. — М.: Воениздат, 1983. — С. 33.

## Награды
- Медаль «Золотая Звезда» Героя Советского Союза (№ 6734, 29.05.1945);
- два ордена Ленина (29.05.1945, 6.05.1946);
- три ордена Красного Знамени (31.08.1941, 3.11.1944, 19.11.1951);
- орден Суворова 2-й степени (6.4.1945);
- орден Кутузова 2-й степени (28.09.1943);
- орден Богдана Хмельницкого 2-й степени (30.07.1944);
- орден Красной Звезды (4.05.1942);
- медали;
- Орден «Крест Грюнвальда» 1-й степени (Польша);
- Две польские медали.

## Память
- В городе Воронеже именем Героя названа улица и установлена мемориальная доска по адресу ул. Перевёрткина, д. 7 (ДК «Электроника»).
- В пгт Анна Воронежской области именем С. Н. Перевёрткина названа улица, а на Аллее Героев земляков-аннинцев установлен бронзовый бюст Героя.
- На здании Студёнковской школы Усманского района, в которой учился С. Н. Перевёрткин, установлена мемориальная доска.
- В Усмани на Аллее Героев земляков-усманцев установлен бронзовый бюст Героя.
- В пгт. Анна Воронежской области 7 мая 2025 года открыт мемориал Знамя Победы, центральная часть представляет собой фигуру генерал-полковника Переверткина, уроженца  села Анна.